# Distretti della Tanzania

Distretti della Tanzania (al 2023)

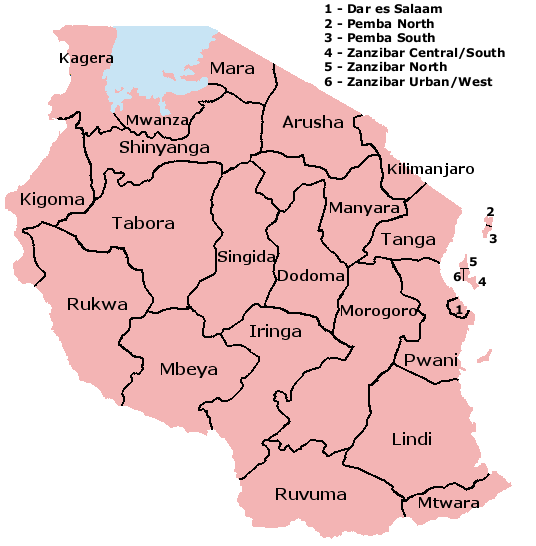
Regioni della Tanzania (prima dell'istituzione delle regioni di Katavi, Geita, Njombe e Simuyu)

I distretti della Tanzania (in swahili: wilaya) costituiscono la suddivisione territoriale di secondo livello del Paese, dopo le regioni, e ammontano a 169.

## Lista

### Regione di Arusha

Distretti della regione di Arusha

- Arusha rurale
- Arusha urbano
- Arumeru
- Karatu
- Longido
- Meru
- Monduli
- Ngorongoro

### Regione di Dar es Salaam
- Ilala
- Kinondoni
- Temeke

### Regione di Dodoma

Distretti della regione di Dodoma

1. Bahi
2. Chamwino
3. Chemba
4. Dodoma urbano
5. Kondoa rurale
6. Kondoa (Town Council)
7. Kongwa
8. Mpwapwa

### Regione di Geita

Distretti della regione di Geita

- Bukombe
- Chato
- Geita
- Mbogwe
- Nyang'hwale

### Regione di Iringa
- Iringa (distretto urbano)
- Iringa (distretto rurale)
- Kilolo
- Mafinga
- Mufindi

### Regione del Kagera

Distretti della regione di Kagera

- Biharamulo
- Bukoba (distretto rurale)
- Bukoba (distretto urbano)
- Karagwe
- Kyerwa
- Missenyi
- Muleba
- Ngara
- Micheweni
- Wete
- Kaskazini A
- Kaskazini B

### Regione di Katavi
- Mlele
- Mpanda
- Mpanda (città)

### Regione di Kigoma

Distretti della regione di Kigoma

- Buhigwe
- Kakonko
- Kasulu rurale
- Kasulu urbano
- Kibondo
- Kigoma rurale
- Kigoma-Ujiji (urbano)
- Uvinza

### Regione del Kilimangiaro

Distretti della regione del Kilimangiaro

- Hai
- Moshi rurale
- Moshi urbano
- Mwanga
- Rombo
- Same
- Siha
- Chake Chake
- Mkoani
- Kati
- Kusini

### Regione di Lindi
- Kilwa
- Lindi rurale
- Lindi urbano
- Liwale
- Nachingwea
- Ruangwa

### Regione del Manyara

Distretti della regione del Manyara

- Babati rurale
- Babati urbano
- Hanang
- Kiteto
- Mbulu
- Simanjiro

### Regione del Mara

Distretti della regione del Mara

- Bunda
- Butiama
- Musoma rurale
- Musoma urbano
- Rorya
- Serengeti
- Tarime

### Regione di Mbeya
- Chunya
- Ileje
- Kyela
- Mbarali
- Mbeya rurale
- Mbeya urbano
- Mbozi
- Momba
- Rungwe
- Tunduma
- Mjini Magharibi
- Magharibi
- Mjini

### Regione di Morogoro
- Gairo
- Kilombero
- Kilosa
- Morogoro urbano
- Morogoro rurale
- Mvomero
- Ulanga

### Regione di Mtwara
- Masasi urbano
- Masasi rurale
- Mtwara urbano
- Mtwara rurale
- Nanyumbu
- Newala
- Tandahimba

### Regione di Mwanza

Distretti della regione di Mwanza

- Ilemela
- Kwimba
- Magu
- Misungwi
- Nyamagana
- Sengerema
- Ukerewe

### Regione di Njombe
- Ludewa
- Makambako
- Makete
- Njombe urbano
- Njombe rurale
- Wanging'ombe

### Regione di Pwani

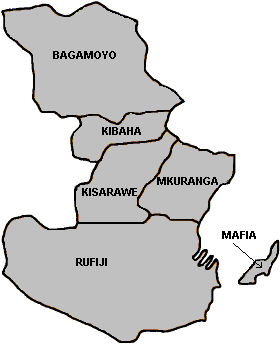
Distretti della regione di Pwani

- Bagamoyo
- Kibaha
- Kibaha (città)
- Kisarawe
- Mafia
- Mkuranga
- Rufiji

### Regione di Rukwa
- Kalambo
- Nkasi
- Sumbawanga urbano
- Sumbawanga rurale

### Regione del Ruvuma
- Mbinga
- Namtumbo
- Nyasa
- Songea rurale
- Songea urbano
- Tunduru

### Regione di Shinyanga

Distretti della regione di Shinyanga

- Kahama urbano
- Kahama rurale
- Kishapu
- Shinyanga urbano
- Shinyanga rurale

### Regione del Simiyu

Distretti della regione di Simiyu

- Bariadi
- Busega
- Itilima
- Maswa
- Meatu

### Regione di Singida

Distretti della regione di Singida

- Ikungi
- Iramba
- Manyoni
- Mkalama
- Singida rurale
- Singida urbano

### Regione di Tabora

Distretti della regione di Tabora

- Igunga
- Kaliua
- Nzega
- Sikonge
- Tabora rurale
- Tabora urbano
- Urambo
- Uyui

### Regione di Tanga

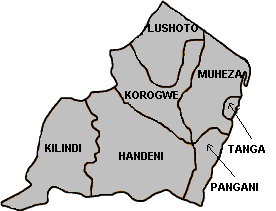
Distretti della regione di Tanga

- Handeni rurale
- Handeni urbano
- Kilindi
- Korogwe rurale
- Korogwe urbano
- Lushoto
- Mkinga
- Muheza
- Pangani
- Tanga